# Федорук, Михаил Петрович
Михаил Петрович Федорук (род. 18 февраля 1956, Дупленский сельсовет, Коченёвский район, Новосибирская область) — советский и российский физик, ректор Новосибирского государственного университета (с 2012 года), доктор физико-математических наук, профессор, член-корреспондент РАН (2016), академик РАН (2019) специалист в области применения информационно-вычислительных технологий, депутат Законодательного собрания Новосибирской области седьмого созыва.

## Биография
Михаил Петрович Федорук родился 18 февраля 1956 года в с. Дупленка Новосибирской области.
В 1982 году окончил физический факультет Новосибирского государственного университета и начал свою научную деятельность с аспирантуры в Институте теоретической и прикладной механики СО РАН.
В 1988 году защитил кандидатскую диссертацию (тема — «Численное моделирование взаимодействия бесстолкновительных плазменных потоков на основе кинетико-гидродинамической модели»), а в 1999 — докторскую («Исследование коллективных процессов в газоразрядной и твердотельных плазмах»).
С 1991 года работал в Институте вычислительных технологий, где прошёл путь от научного сотрудника до заместителя директора по научной работе.
Член Объединённого Учёного совета по нанотехнологиям и информационным технологиям СО РАН, трёх специализированных советов по защите докторских диссертаций.
Преподавательская деятельность связана с Новосибирским государственным университетом. С 1995 года работал преподавателем на механико-математическом факультете, с 2003 стал первым заместителем декана ММФ НГУ. 22 июня 2012 года избран ректором НГУ. Назначен на второй срок приказом Минобрнауки 1 августа 2017 года.
13 сентября 2020 года избран депутатом Законодательного собрания Новосибирской области по одномандатному избирательному округу № 37 при поддержке партии «Единая Россия».

## Санкции
6 марта 2022 года после вторжения России на Украину подписал письмо в поддержу российской агрессии. С 9 июня 2022 года находится под персональными санкциями Украины за поддержку войны. Также был внесён ФБК в список коррупционеров и разжигателей войны за поддержку нападения на Украину, 16 марта 2022 года форумом свободной России внесён в «Список Путина» и доклад «поджигателей войны» с предложением введения против него международных санкций.

## Семья
Женат, есть сын.

## Награды
- Почётная грамота Президента Российской Федерации (26 февраля 2024 года) — за большой вклад в развитие отечественной науки, многолетнюю плодотворную деятельность и в связи с 300-летием со дня основания Российской академии наук[12].